# José Rivera y Álvarez de Canero
José Rivera y Álvarez-Camero fou un militar i polític espanyol.

## Trajectòria
Oficial de l'Armada Espanyola, va arribar al grau de vicealmirall. Fou nomenat dos cops Ministre de Marina d'Espanya. El primer cop, d'abril a desembre de 1922, sota el govern conservador de José Sánchez Guerra y Martínez, i el segon cop, de febrer a abril de 1931, en el darrer govern de la monarquia d'Alfons XIII presidit per l'almirall Juan Bautista Aznar-Cabañas. Quan el rei va abdicar el va acompanyar en el viatge que va fer des de Madrid a Cartagena, d'on va sortir cap a l'exili.